# Rijksbeschermd gezicht Warmond
Gezicht Warmond is een van rijkswege beschermd dorpsgezicht in Warmond in de Nederlandse provincie Zuid-Holland. De procedure voor aanwijzing werd gestart op 2 juni 2004. Het gebied werd op 12 december 2006 definitief aangewezen. Het beschermd gezicht beslaat een oppervlakte van 146,2 hectare.
Panden die binnen een beschermd gezicht vallen krijgen niet automatisch de status van beschermd monument. Wel zal de gemeente het bestemmingsplan aanpassen om nieuwe ontwikkelingen in het gebied te reguleren. De gezichtsbescherming richt zich op de stedenbouwkundige en cultuurhistorische waardering van een gebied en wil het toekomstig functioneren daarvan veiligstellen.